# Gigámetro

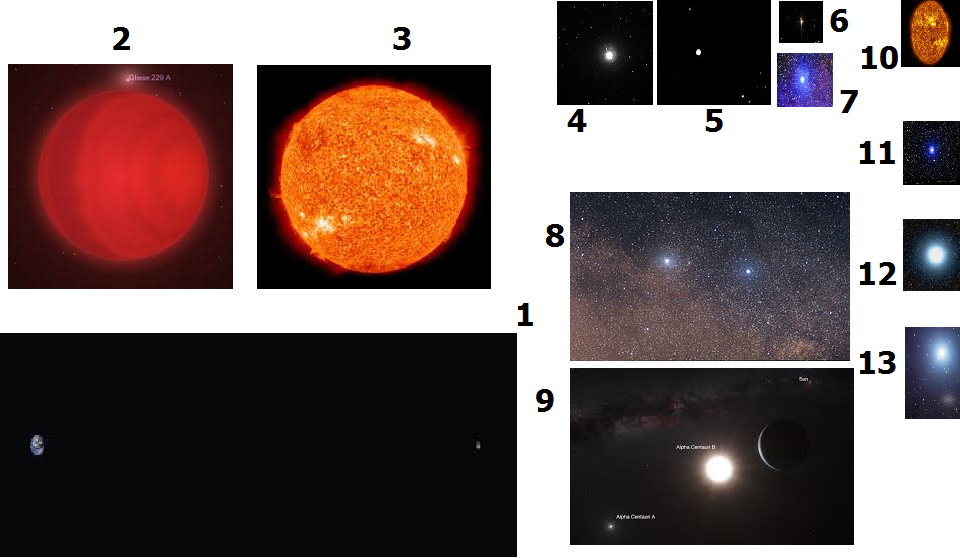
15 objetos astronómicos en el grupo de los gigametros.

El gigámetro es una unidad de longitud equivalente a 1.000.000.000 (Mil millones) de metros, es decir, 109 metros. La distancia de la Tierra a la Luna es aproximadamente el 38% de esta longitud, mientras que la distancia de la Tierra al Sol es de 150 Gm aproximadamente. La luz tarda alrededor de 8 minutos y medio en recorrer esta distancia.